# Popasne, Novomoskovsk
Popasne (în ucraineană Попасне) este localitatea de reședință a comunei Popasne din raionul Novomoskovsk, regiunea Dnipropetrovsk, Ucraina.

## Demografie
Componența lingvistică a localității Popasne
     Ucraineană (91,82%)
     Rusă (5,43%)
     Alte limbi (0,82%)
Conform recensământului din 2001, majoritatea populației localității Popasne era vorbitoare de ucraineană (91,82%), existând în minoritate și vorbitori de rusă (5,43%).